# Megachile bombycina
Megachile bombycina là một loài Hymenoptera trong họ Megachilidae. Loài này được Radoszkowski mô tả khoa học năm 1874.